# カルロス・アウベルト・ロドリゲス・ガヴィオン
カルロス・アウベルト・ロドリゲス・ガヴィオン（Carlos Alberto Rodrigues Gaviao, 1980年2月2日 - ）は、ブラジル・リオグランデ・ド・スル州出身の元プロサッカー選手。ポジションはミッドフィールダー。

## 経歴
2004年に期限付き移籍でジュビロ磐田に加入。リーグ戦1試合とカップ戦2試合に出場した。
引退後は、2011年から2012年まではECペロタスでコーチをしていた。

## 所属クラブ
- 1998年 - 2003年  グレミオFBPA
  - 2004年  ジュビロ磐田 (期限付き移籍)
- 2005年  サントスFC
- 2007年  クルーベ・エスポルチーヴォ・ベント・コンサウヴェス（ポルトガル語版）
  - 2007年  ドゥケ・デ・カシアスFC (期限付き移籍)
- 2008年  SCウルブラ
  - 2009年  ECペロタス (期限付き移籍)
- 2010年  ヴィラ・ノヴァFC
- 2010年  クリシューマEC
- 2011年  ECペロタス

## 個人成績
| 国内大会個人成績 | 国内大会個人成績 | 国内大会個人成績 | 国内大会個人成績 | 国内大会個人成績 | 国内大会個人成績 | 国内大会個人成績 | 国内大会個人成績 | 国内大会個人成績 | 国内大会個人成績 | 国内大会個人成績 | 国内大会個人成績 |
| 年度             | クラブ           | 背番号           | リーグ           | リーグ戦         | リーグ戦         | リーグ杯         | リーグ杯         | オープン杯       | オープン杯       | 期間通算         | 期間通算         |
| 年度             | クラブ           | 背番号           | リーグ           | 出場             | 得点             | 出場             | 得点             | 出場             | 得点             | 出場             | 得点             |
| 日本             | 日本             | 日本             | 日本             | リーグ戦         | リーグ戦         | リーグ杯         | リーグ杯         | 天皇杯           | 天皇杯           | 期間通算         | 期間通算         |
| ---------------- | ---------------- | ---------------- | ---------------- | ---------------- | ---------------- | ---------------- | ---------------- | ---------------- | ---------------- | ---------------- | ---------------- |
| 2004             | 磐田             | 29               | J1               | 1                | 0                | 2                | 0                |                  |                  |                  |                  |
| 通算             | 日本             | 日本             | J1               | 1                | 0                | 2                | 0                |                  |                  |                  |                  |
| 総通算           | 総通算           | 総通算           | 総通算           | 1                | 0                | 2                | 0                |                  |                  |                  |                  |